# Raul Jungmann
Raul Belens Jungmann Pinto (Recife, 3 de abril de 1952) es un consultor empresarial y político brasileño. Fue ministro del Gobierno Fernando Henrique Cardoso y diputado federal por el estado de Pernambuco, y luego Ministro de Defensa de Brasil.

## Biografía
Participó activamente del movimiento Directas Ya, a la época afiliado al MDB (1972/1994). Después de la redemocratización, estuvo afiliado al PCB, y ayudó a fundar el PPS, al cual pertenece actualmente y de que es una de los principales liderazgos.

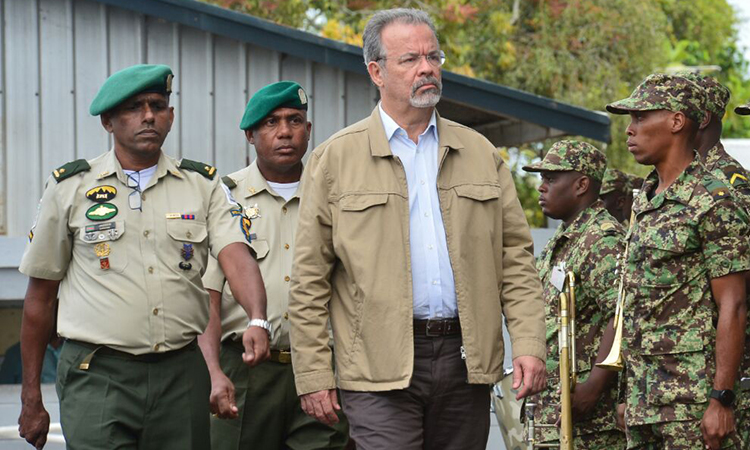
El Ministro de Defensa de Brasil, Raul Jungmann, junto a personal militar de Surinam durante la Crisis de Guyana de 2018.

En 2011, por indicación de Aécio NevesNom, pasó a ocupar el cargo de consejero de la Light S.A., empresa controlada por la estatal eléctrica de Minas Generales, Compañía Energética de Minas Generales (CEMIG). Ya por indicación del alcalde de São Paulo, Gilberto Kassab, ocupa el cargo de consejero de la Compañía de Ingeniería de Tráfico de São Paulo (CET) y también de la Empresa de Tecnología de la Información y Comunicación de São Paulo (Prodam). En mayo de 2016, Raul Jungmann fue nombrado por Michel Temer para el cargo de ministro de Defensa.

### Exoneración por un día
El 18 de octubre de 2016 una edición extra del Diario Oficial de la Unión publica el decreto de exoneración de Jungmann. Pero la exoneración fue por solo por un día para que asumiera el cargo de diputado federal. En nota, Ministerio de la Defensa esclareció, "que el ministro Raul Jungmann, suplente de Diputado Federal por el Estado de Pernambuco, fue “exonerado” por el presidente de la República en ejercicio, Michel Temer, para reassumir el puesto de Diputado Federal en consonancia con el artículo 56 de la Constitución Federal y artículo 241 del Reglamento Interno de la Cámara de los Diputados. Eso ocurre porque, de lo contrario, el ministro Raul Jungmann perdería la vacante de suplente del diputado federal Mendonça Hijo, hoy ministro de Estado de la Educación".

### Ministro de Seguridad Pública
El 27 de febrero de 2018 fue nombrado Ministro de Seguridad Pública por el entonces presidente Michel Temer. El departamento creado pasó a tener a su cargo la Policía Federal, la Policía Federal de Caminos , el Departamento Penitenciario Nacional , la Secretaría Nacional de Seguridad Pública y los consejos de Seguridad Pública y de Política Penal y Penitenciaria. Al asumir la presidencia de la República en enero de 2019, Jair Bolsonaro publicó la Medida Provisional 870/2019, que abolió siete ministerios. Con el MP se fusionaron el Ministerio de Seguridad Pública y el Ministerio de Justicia, formándose el Ministerio de Justicia y Seguridad Pública, siendo designado para comandar el departamento el juez federal Sergio Moro.

## Cargos públicos
- Secretario de estado, secretaría de planificación del gobierno de Pernambuco (1990/1991)
- Secretario-ejecutivo (1993/1994)
- Presidente del IBAMA (1995/1996)
- Ministro extraordinario de política fundiária (1996/1999)
- Presidente del INCRA (1996/1999)
- Ministro del Desarrollo Agrario (1999/2002)
- Diputado federal (2003/2006)
- Diputado federal (2007/2010)
- Concejal del Recife (2012/2014)
- Diputado federal (licenciado del cargo) (2015/2018)
- Ministro de la Defensa (2016-2018)

## Condecoraciones
- Orden del Río Blanco, 1997
- Orden del Mérito de Brasilia, Grã-Cruz, 2000
- Medalla del Pacificador, Grã-Cruz
- Medalha Mérito do Estado-Maior Conjunto das Forças Armadas, 2016